# Pulu Tanunu
Pulu Tanunu är en ö i Indonesien.   Den ligger i provinsen Nusa Tenggara Timur, i den sydöstra delen av landet, 1 900 km öster om huvudstaden Jakarta. Pulu Tanunu ligger i sjön Dano Oemasapoka.